# Charles Schützenberger
Pour les articles homonymes, voir Schützenberger.
Charles Schützenberger, né le 1er février 1809 à Strasbourg et mort le 22 septembre 1881 dans la même ville, est un médecin alsacien, professeur à la Faculté de médecine de Strasbourg.

## Biographie
Il entre comme élève à l'Hôpital militaire d'instruction de Strasbourg, mais donne sa démission très rapidement avant d'occuper le poste mis au concours d'aide de clinique à la Faculté de médecine. Il est reçu Docteur en médecine en 1832, professeur agrégé à la Faculté de Strasbourg en 1834, puis chef de clinique en 1835. Il est nommé professeur de « clinique médicale » en 1845.
Le 1er février 1837 il devient membre de la Société des amis du muséum d'histoire naturelle de Strasbourg.
« Pendant trente-cinq ans [...] , avec un zèle et un courage qui ne se sont jamais démentis, malgré les souffrances causées par une cruelle infirmité, il se donna tout entier à l'enseignement. Chercher de nouvelles méthodes pour mieux connaître ou mieux traiter les maladies, déterminer avec plus de précision les rapports qui peuvent relier entre eux des faits ou des phénomènes morbides incompris ou mal interprétés dans leur isolement, soumettre au contrôle expérimental les théories et les idées pratiques que chaque jour voit éclore, tel est le but qu'il s'était proposé. Rappelons, en quelques mots, ce qu'il a fait pour l'atteindre. Tous les ans notre vénéré maître ouvrait son cours par une de ces allocutions magistrales qui, réunies et imprimées dans un volume intitulé : Fragments de philosophie médicale, résumant aujourd'hui les principes philosophiques et la méthode scientifique dont il ne s'est jamais départi et qu'il aimait à désigner sous e nom de rationalisme expérimental. Tous les matins, il s'appliquait au lit du malade ou dans son laboratoire d'anatomie pathologique, à former à la pratique ou à l'enseignement de la médecine les nombreux et fidèles disciples qui suivaient ses leçons. C'est de sa clinique que sont sortis les premières recherches sur la spirométrie, sur la température dans les maladies, sur la syphilis cérébrale, sur la périostite phlegmoneuse, les premières observations cliniques et diagnostiques faites en France sur l'embolie. C'est sous la direction et la responsabilité du professeur Schützenberger, toujours prêt à accepter et à encourager les nouvelles méthodes thérapeutiques que fut faite la première opération d’ovariotomie (sic) [ovariectomie], et cette première tentative n'a peut-être pas été sans influence sur les beaux travaux et les éclatants succès du docteur Koeberlé. Grâce à la collaboration du professeur Morel, la clinique de Schützenberger a réalisé, l'une des premières en France, l'association journalière des études cliniques et des recherches d'anatomie pathologique et histologique. [...] 
Lorsque, après avoir en vain lutté pour maintenir à Strasbourg cette faculté alsacienne autonome, dernier souvenir des institutions françaises, Schützenberger fut contraint de renoncer à l'enseignement, il se retira à l'île Jars, mais ce fut pour y continuer de rendre service à ses concitoyens, à tous ses confrères, les services les plus éminents et les plus désintéressés, pour se dévouer à l'Association des médecins d'Alsace-Lorraine, à la Société de médecine, à toutes les œuvres inspirées par des idées de progrès et de liberté »
Léon Lereboullet
Il est l'oncle du chimiste Paul Schützenberger.

## Œuvres et publications
- « Note sur l'épidémie de grippe qui régna à Strasbourg au commencement de l'année 1837 », in: Archives médicales de Strasbourg, Derivaux(Strasbourg), Germer-Baillère (Paris), t.4,p.337-366, Texte intégral
- De l'oblitération subite des artères par des corps solides ou des concrétions fibrineuses détachés du cœur ou des gros vaisseaux à sang rouge, G. Silbermann (Strasbourg), 1857, 1 vol. (81 p.) ; in-8°, lire en ligne sur Gallica.
- Du médecin : des conditions morales de son développement, discours d'ouverture du cours de clinique médicale prononcé le 18 novembre 1862, G. Silbermann (Strasbourg), 1863, Texte intégral .
- De la Fixité des lois de la vie, discours d'ouverture au cours de clinique médicale, G. Silbermann (Strasbourg), 1866,  In-8°, 20 p., lire en ligne sur Gallica.
- De la confraternité médicale, discours prononcé le 4 juillet 1867 à la séance annuelle de la Société de médecine de Strasbourg, G. Silbermann (Strasbourg), 1867 , Texte intégral .
- De la réforme de l'enseignement supérieur et des libertés universitaires (2e édition), G. Masson (Paris), 1 vol. (125 p.) ; in-8°, lire en ligne sur Gallica.

Il collabore au Dictionnaire encyclopédique des sciences médicales  publié sous la direction de A. Dechambre puis de Léon Lereboullet, entre 1874 et 1885.

## Prix, distinctions et hommages

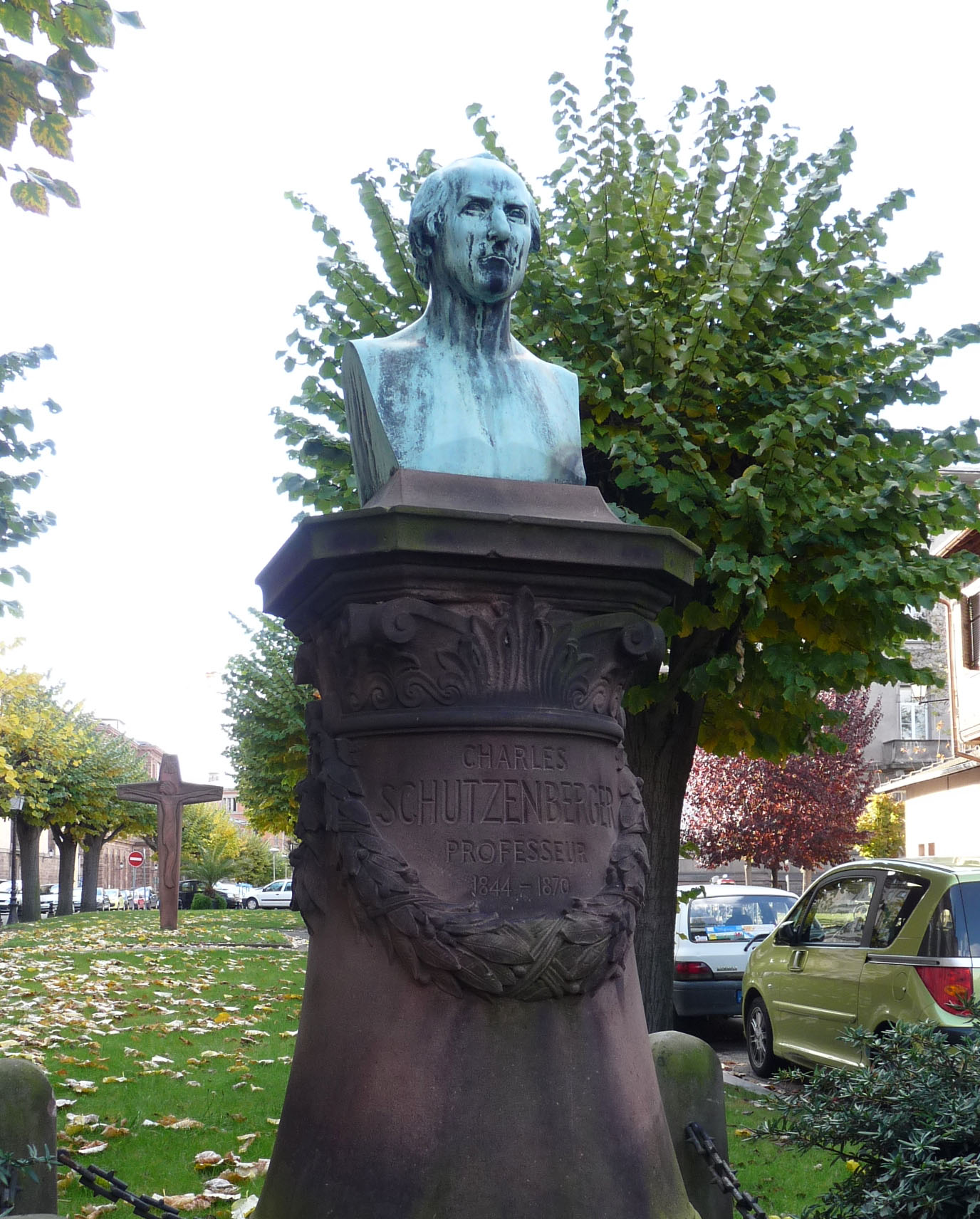
Monument dans l'enceinte de l'Hôpital Civil de Strasbourg

Il fut président de la Société de médecine de Strasbourg.
Un buste sculpté par Philippe Grass se trouve dans l'enceinte de l'Hôpital Civil de Strasbourg.
Un pavillon de l'hôpital de la Robertsau porte son nom.